# 166886 Ybl
166886 Ybl è un asteroide della fascia principale. Scoperto nel 2002, presenta un'orbita caratterizzata da un semiasse maggiore pari a 3,1327905 au e da un'eccentricità di 0,2289509, inclinata di 14,25006° rispetto all'eclittica.
L'asteroide è dedicato all'architetto ungherese Miklós Ybl.